# جيمس جوب هولاند
جيمس جوب هولاند (بالإنجليزية: James Job Holland)‏ هو سياسي نيوزلندي، ولد في 1841 بليستر في المملكة المتحدة، وتوفي في 1922 بأوكلاند في نيوزيلندا. حزبياً، نشط في الحزب الليبيرالي النيوزيلندي. وقد انتخب عضو مجلس النواب نيوزيلندا.